# Габриел Ануар
Габриел Ануар (на английски: Gabrielle Anwar) е английска актриса от ирански произход. Един от най-известните филми с нейно участие е „Тримата мускетари“ (1993).

## Биография
Габриел Ануар е родена на 4 февруари 1970 в Лейлам, Англия. Баща ѝ, Тарик Ануар, е филмов продуцент от индийски произход. Майка ѝ е английската актриса Шърли Хилс.
Изключена е от училище в Англия заради сбиване. Запознава се с американския актьор Крейг Шефър, докато работи в киното и телевизията в Лондон. Тогава тя е на 19 години. С него отива в Холивуд. Участват заедно във филма Daddy Who? по-известен под името Kimberly (1999). Първият ѝ американски филм е If Looks Could Kill. Следват Wild Hearts Can't Be Broken, Усещане за жена с Ал Пачино, For Love or Money и Body Snatchers.
Списание Пийпъл я определя като една от 50-те най-красиви хора в света през 1993 г.
От актьора Крейг Шефър Ануар има дъщеря, Уилоу, родена през 1993 г. Между 2000 и 2005 г. Ануар е омъжена за актьора Джон Верея, от когото има син Хюго и дъщеря Пейсли. Крейг Шефър е кръстник на децата на Ануар от връзката ѝ с Джон Верея.
През април 2010 г. Ануар започва връзка с бизнесмена-ресторантьор Шариф Малник. През август 2015 г. Ануар и Малник се женят в Монтана.
Ануар става американска гражданка през 2008 г.

## Частична филмография

### Актриса
- 1992 – „Усещане за жена“
- 1993 – „Тримата мускетари“
- 1997 – „Подводен двубой“
- 1999 – „Кой е бащата“
- 2000 – „Виновен“
- 2006 – „Библиотекарят 2“
- 2007 – 2013 – „Извън играта“ (сериал)
- 2017 – 2018 – „Имало едно време“